# Llac Zaissan
Llac Zaissan (Kazakh: Зайсан көлі, Mongol: Зайсан нуур/Zaisan nuur, ~llac noble, rus: озеро Зайсан) és un llac d'aigua dolça, d'uns 1,810 km², al Kazakhstan oriental, en una depressió entre l'Altai i les Muntanyes Tarbagatai. És el llac més gran en la Província del Kazakhstan Oriental.
El llac es troba a una altitud de 420 m, és de 105 km de llarg i 22 a 48 km d'ample, amb una profunditat màxima de 15 m. Els seus principals afluents són Kara Irtix (Irtix Negre) i Kendyrlyk a l'est; la seva única sortida és el riu Irtix (o Irtix Blanc). Generalment el llac està congelat des de principis de novembre fins a finals d'abril, però encara té una abundància de peixos. Des de la construcció de la presa de Bukhtarma al riu Irtysh riu avall del Zaissan, el llac ha augmentat en 6 m per sobre del seu nivell natural. Com a resultat, essencialment hi ha hagut un augment de l'àrea del llac (gairebé es va duplicar: d'uns 1.800 km² a 3.500 km², o fins i tot a 5.000 km²), per tant, en algunes fonts del llac s'indica com a part d'un embassament artificial.
Generalment, el llac Baikal és considerat per ser el llac més antic en el planeta (aproximadament 25 milions d'anys).però es creu que el Llac Zaissan va existir des de "la fi del període Cretaci", això vol dir el Zaissan deu ser de més de 70 milions d'anys, i és el llac més antic del planeta, gairebé tres vegades més antic que el Baikal. La indicació directa de l'edat del Llac Zaissan és difícil de trobar, encara que alguns estudis geològics de la conca del Zaissan han estat revisats. Els embassaments artificials cobreixen grans àrees circumdants. L'anàlisi geològic modern de tot el camp, pel que sembla, és compatible amb una edat excepcionalment antiga pel Llac Zaissan.

## Història

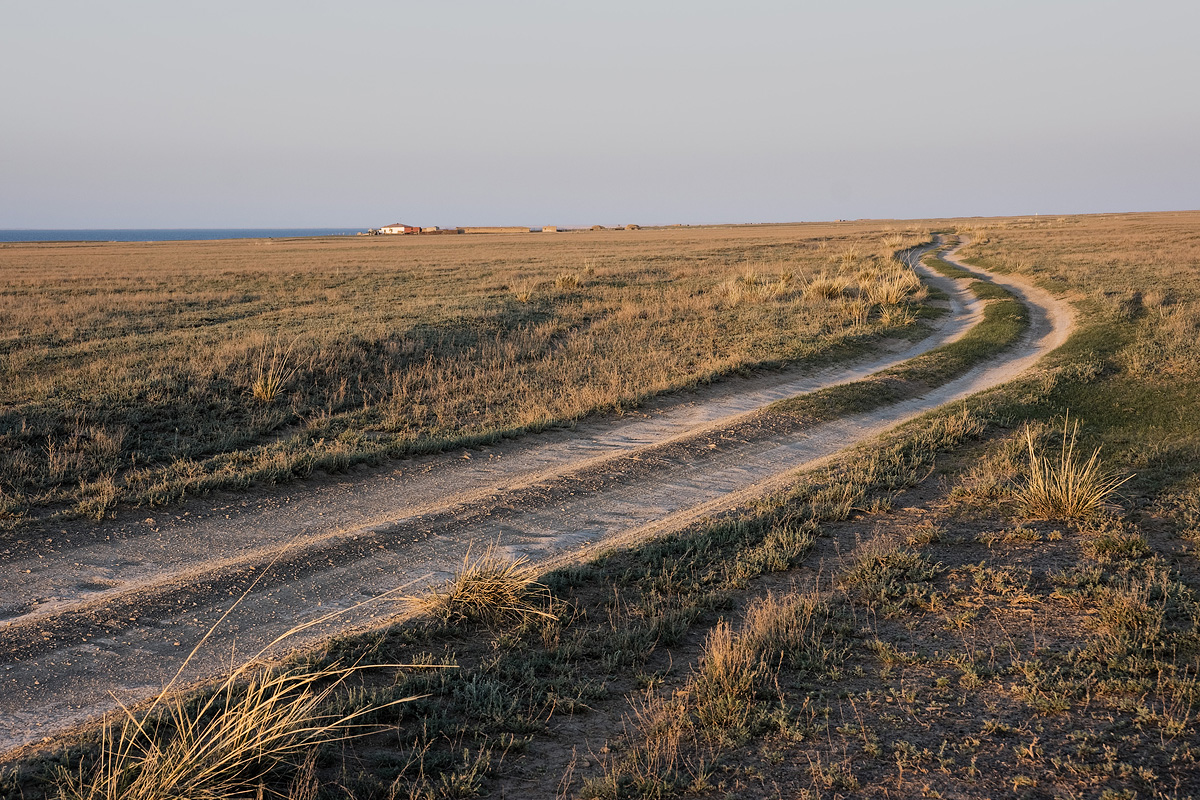
Una carretera a prop la costa del Llac Zaissan

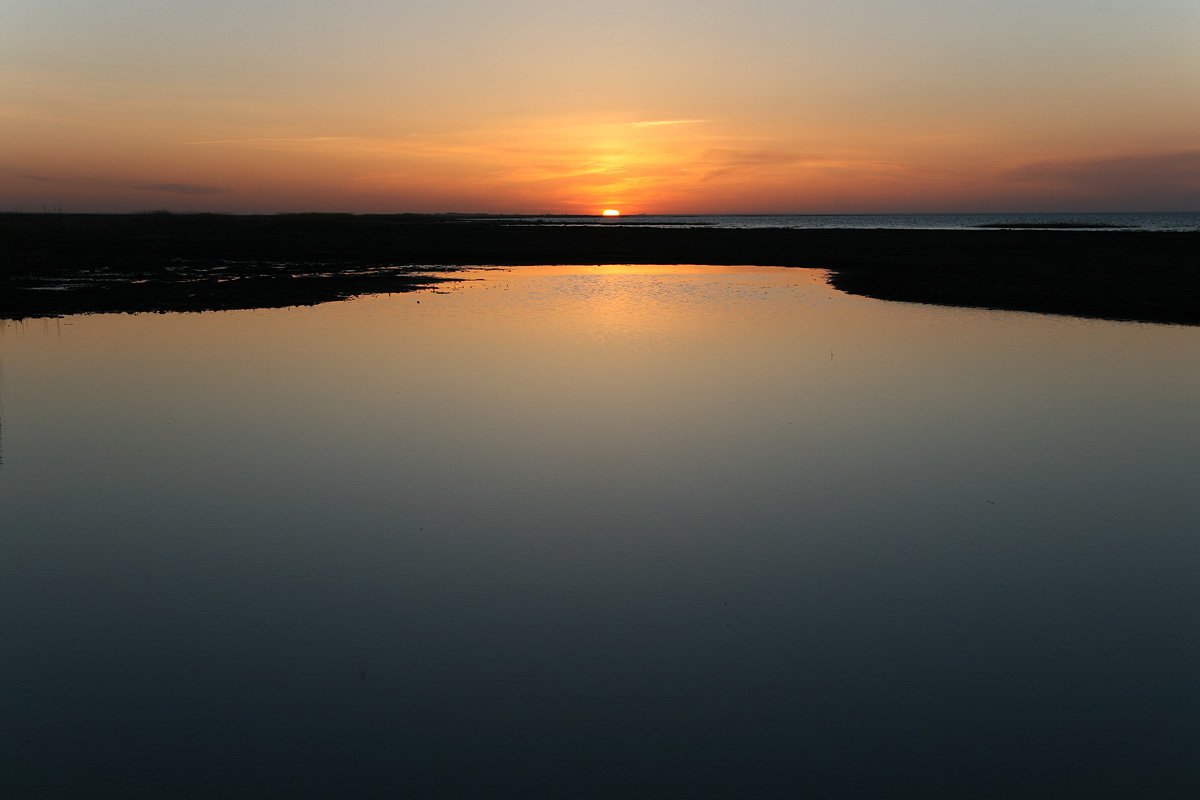
Llac Zaissan

El primer rus a arribar a la zona va ser Ivan Bukholts que va remuntar l'Irtix per construir una fortalesa i la recerca d'or. El 1715 va ser expulsat de tornada riu avall pels oirats, que es van establir a la regió del Kanat de Zunghar.
L'Imperi Qing xinès va conquerir l'estat Zunghar en la dècada de 1750. Això va portar a un augment en l'atenció de les autoritats russes a la seva frontera; el 1756, el Governador d'Orenburg Ivan Neplyuyev fins i tot va proposar l'annexió de la regió del Llac Zaissan, però aquest projecte es va anticipar pels èxits xinesos.  Es va expressar preocupació a Rússia (1759) sobre la possibilitat d'una navegació de la flota xinesa del llac Zaissan per l'Irtix i a l'oest de Sibèria (teòric). Una expedició russa va visitar el Llac Zaissan el 1764, i va arribar a la conclusió que una invasió tals riberenca no seria probable. No obstant això, es va establir una cadena de piquets russos al Riu Bujtarma, al nord del llac Zaissan. Així, la frontera entre els dos imperis a la conca de l'Irtix es va fer més o menys dibuixat, amb una (escassa) cadena de llocs de guàrdia a banda i banda.
La situació al Zaissan al segle xix es descriu en un informe de A.Abramof (1865). Tot i que la regió Zaysan va ser reconegut per ambdues parts com a part de l'Imperi Qing, que havia estat utilitzat anualment per expedicions de pesca enviades per l'amfitrió siberià de cosacs. Aquestes expedicions estiuenques van començar el 1803, i el 1822-1825 la seva àrea es va ampliar a través de tot el Llac Zaissan i a la desembocadura de l'Irtysh Negre. Al llarg de la meitat del segle xix, la presència dels Qing a la part superior de l'Irtix es va principalment a la visita anual de l'amban Qing de Chuguchak a una de les estacions de pesca dels cosacs (Batavski Piket).
La frontera entre l'imperi rus i l'imperi Qing a la conca de l'Irtysh es va establir al llarg de la línia força similar a la frontera moderna de la Xina amb Rússia i Kazakhstan per la Convenció de Pequín de 1860. La línia fronterera actual d'acord amb la Convenció va ser elaborat pel Protocol de Chuguchak (1864), deixant el llac Zaissan al costat rus. La presència militar de l'Imperi Qing a la conca de l'Irtix es va ensorrar durant la revolta Dungan (1862-1877). Després de la caiguda de la rebel·lió i la reconquesta de Xinjiang per Zuo Zongtang, la frontera entre l'imperi rus i l'imperi Qing a la conca de l'Irtix va ser més lleument reajustada, en favor de Rússia, pel Tractat de Sant Petersburg (1881).